# Liste der Baudenkmäler in Heidenheim (Mittelfranken)
Auf dieser Seite sind die Baudenkmäler in dem mittelfränkischen Markt Heidenheim zusammengestellt. Diese Tabelle ist eine Teilliste der Liste der Baudenkmäler in Bayern. Grundlage ist die Bayerische Denkmalliste, die auf Basis des Bayerischen Denkmalschutzgesetzes vom 1. Oktober 1973 erstmals erstellt wurde und seither durch das Bayerische Landesamt für Denkmalpflege geführt wird. Die folgenden Angaben ersetzen nicht die rechtsverbindliche Auskunft der Denkmalschutzbehörde.

## Baudenkmäler nach Gemeindeteilen

### Heidenheim
| Lage                                                               | Objekt                               | Beschreibung | Akten-Nr.              | Bild           |
| ------------------------------------------------------------------ | ------------------------------------ | --- | ---------------------- | -------------- |
| Gießbrücke 1 (Standort)                                            | Ehemalige Klostermühle               | zweigeschossiger traufständiger Satteldachbau, im Kern 17./18. Jahrhundert | D-5-77-140-1 Wikidata  | weitere Bilder |
| Gießbrücke 2 (Standort)                                            | Turnhalle                            | eingeschossiger Satteldachbau, mit Zwerchhaus, im Stil des Expressionismus, bezeichnet 1926 | D-5-77-140-55 Wikidata | weitere Bilder |
| Gießbrücke 4 (Standort)                                            | Wohnhaus                             | eingeschossiges Gebäude mit Halbwalmdach, 18./19. Jahrhundert | D-5-77-140-2 Wikidata  | BW             |
| Hechlinger Straße 3 (Standort)                                     | Ehemaliges Bauernhaus                | zweigeschossiger traufständiger Satteldachbau, Obergeschoss und Giebel Fachwerk, 1780 | D-5-77-140-3 Wikidata  | weitere Bilder |
| Hechlinger Straße 20 (Standort)                                    | Ehemalige Gallenmühle                | zweigeschossiger Walmdachbau, westlich Mansarddach, 18. Jahrhundert | D-5-77-140-4 Wikidata  | BW             |
| Krankenhausstraße 1 (Standort)                                     | Wohn- und Geschäftshaus              | zweigeschossiger giebelständiger Halbwalmdachbau, 18. Jahrhundert | D-5-77-140-6 Wikidata  | weitere Bilder |
| Krankenhausstraße 2 (Standort)                                     | Klosterapotheke                      | zweigeschossiger giebelständiger Satteldachbau, Obergeschoss und Giebel fachwerksichtig, auf hohem Kellergeschoss, mit Freitreppe, im Kern 17. Jahrhundert, bezeichnet 1610 | D-5-77-140-7 Wikidata  | weitere Bilder |
| Krankenhausstraße 4 (Standort)                                     | Ehemalige Schmiede                   | Wohnhaus, eingeschossiger giebelständiger Satteldachbau mit fachwerksichtigem Giebel, mit traufständigem Anbau, 18./19. Jahrhundert | D-5-77-140-9 Wikidata  | weitere Bilder |
| Krankenhausstraße 6 (Standort)                                     | Gasthaus                             | zweigeschossiger traufständiger Satteldachbau, mit fachwerksichtigem Obergeschoss und Giebel, 18. Jahrhundert | D-5-77-140-10 Wikidata | weitere Bilder |
| Krankenhausstraße 27 (Standort)                                    | Schützenhaus                         | zweigeschossiger Walmdachbau, Mitte 19. Jahrhundert | D-5-77-140-11 Wikidata | BW             |
| Krankenhausstraße 27 (Standort)                                    | Schießanlagen                        | ursprüngliche Anlage wohl 2. Hälfte 19. Jahrhundert | D-5-77-140-11 Wikidata | BW             |
| Krankenhausstraße 36 (Standort)                                    | Forsthaus                            | zweigeschossiger Walmdachbau, in barockisierenden Formen, mit rustizierten Ecklisenen, um 1925 | D-5-77-140-53 Wikidata | BW             |
| Krankenhausstraße 36 (Standort)                                    | Nebengebäude                         | eingeschossiger Walmdachbau | D-5-77-140-53 Wikidata | BW             |
| Krankenhausstraße 36 (Standort)                                    | Torpfeiler                           | | D-5-77-140-53 Wikidata | BW             |
| Marktplatz (Standort)                                              | Marktbrunnen                         | Gusseisen, bezeichnet 1850 | D-5-77-140-16 Wikidata | weitere Bilder |
| Marktplatz 1 (Standort)                                            | Ehemaliges ansbachisches Landgericht | zweigeschossiger Mansarddachbau in Ecklage, 1730 | D-5-77-140-12 Wikidata | weitere Bilder |
| Marktplatz 3 (Standort)                                            | Ehemaliges Gasthaus                  | großer zweigeschossiger Satteldachbau in Ecklage, im Kern 16./17. Jahrhundert | D-5-77-140-13 Wikidata | weitere Bilder |
| Marktplatz 4 (Standort)                                            | Ehemaliges Gasthaus                  | zweigeschossiger traufständiger Satteldachbau, mit Fachwerkobergeschoss und Fachwerkgiebel, 18. Jahrhundert | D-5-77-140-14 Wikidata | weitere Bilder |
| Marktplatz 6; Krankenhausstraße 2 (Standort)                       | Wohn- und Geschäftshaus              | zweigeschossiger giebelständiger Bau mit Halbwalmdach, 1876, im Kern älter | D-5-77-140-15 Wikidata | weitere Bilder |
| Marktplatz 6; Krankenhausstraße 2 (Standort)                       | Scheune                              | Nebengebäude, massiver Bau mit Krüppelwalmdach, 19. Jahrhundert | D-5-77-140-15 Wikidata | BW             |
| Moosgasse 18 (Standort)                                            | Wohngebäude                          | Kleinhaus, eingeschossiger traufständiger Satteldachbau, 18./19. Jahrhundert | D-5-77-140-18 Wikidata | BW             |
| Ostheimer Straße 6 (Standort)                                      | Ehemaliges Gast- und Bauernhaus      | zweigeschossiger traufständiger Satteldachbau, mit Ecklisenen, 18./19. Jahrhundert, 1892 (bezeichnet) erneuert, mit anschließender Scheune | D-5-77-140-20 Wikidata | BW             |
| Pfarrgasse 1 (Standort)                                            | Wohnhaus                             | zweigeschossiger Satteldachbau in Ecklage, mit rustizierten Ecklisenen, wohl 18. Jahrhundert | D-5-77-140-21 Wikidata | weitere Bilder |
| Pfarrgasse 1 (Standort)                                            | Scheune                              | eingeschossiger Walmdachbau, wohl gleichzeitig | D-5-77-140-21 Wikidata | BW             |
| Pfarrgasse 3 (Standort)                                            | Wohnhaus                             | zweigeschossiges giebelständiges Gebäude mit Halbwalmdach, Obergeschoss und Giebel fachwerksichtig, 1723 | D-5-77-140-22 Wikidata | weitere Bilder |
| Ringstraße 1 (Standort)                                            | Evangelisch-lutherisches Dekanat     | zweigeschossiger traufständiger Satteldachbau, Segmentbogenfenster mit profilierter Einfassung, mit Vortreppe, 1848 | D-5-77-140-24 Wikidata | weitere Bilder |
| Ringstraße 2; Ringstraße 8; Nähe Marktplatz; Klosterhof (Standort) | Münster Sankt Wunibald               | Ehemalige Kloster-, seit 16. Jahrhundert evangelisch-lutherische Pfarrkirche, Basilika, romanische Pfeilerbasilika 1170–1200 mit gleichzeitigem Narthex, Chor 1340–63 neu erbaut, südliches Seitenschiff und südlicher Querhausarm im 1729/30 erneuert, West-Doppelturmfassade 1859–67; mit Ausstattung | D-5-77-140-52 Wikidata | weitere Bilder |
| Ringstraße 2; Ringstraße 8; Nähe Marktplatz; Klosterhof (Standort) | Ehemaliges Benediktinerkloster       | gegründet 752., Kreuzgang 1481–87 mit Alter Sakristei, ehemaliges Dormitorium, ehemaliger Kapitelsaal, letzterer 1887 verändert durch Einbau der katholischen Kapelle, West- und Nordflügel 1722–30 ausgebaut und überbaut als ansbachische Amtshäuser; mit Ausstattung der Kapelle                     | D-5-77-140-52 Wikidata | weitere Bilder |
| Ringstraße 2; Ringstraße 8; Nähe Marktplatz; Klosterhof (Standort) | Sogenannter Heidenbrunnen            | kleine spätgotische Halle über Quellfassung | D-5-77-140-52 Wikidata | weitere Bilder |
| Ringstraße 2; Ringstraße 8; Nähe Marktplatz; Klosterhof (Standort) | Ehemaliger Klostergarten             | und erhaltene Teile der Einfriedung, wohl nachmittelalterliche Anlage | D-5-77-140-52 Wikidata | weitere Bilder |
| Ringstraße 2; Ringstraße 8; Nähe Marktplatz; Klosterhof (Standort) | Zehntstadel                          | Massivbau mit Krüppelwalmdach, 18. Jahrhundert | D-5-77-140-52 Wikidata | weitere Bilder |
| Ringstraße 3 (Standort)                                            | Ehemaliges Mesnerhaus                | zweigeschossiger giebelständiger Bau mit Schopfwalmdach, Fachwerk, um 1550 | D-5-77-140-25 Wikidata | weitere Bilder |
| Ringstraße 3 (Standort)                                            | Scheune                              | Satteldachbau, Fachwerk, 18. Jahrhundert | D-5-77-140-25 Wikidata | weitere Bilder |
| Ringstraße 17 (Standort)                                           | Ehemaliges Bauernhaus                | eingeschossiger traufständiger Satteldachbau, 19. Jahrhundert | D-5-77-140-26 Wikidata | BW             |
| Ringstraße 18 (Standort)                                           | Ehemaliges Gasthaus                  | zweigeschossiger traufständiger Satteldachbau zu zehn Fensterachsen, mit Ecklisenen, bezeichnet 1876 | D-5-77-140-27 Wikidata | BW             |
| Ringstraße 26 (Standort)                                           | Wohnhaus                             | zweigeschossiger traufständiger Bau mit Halbwalmdach, mit rustizierten Ecklisenen, frühes 19. Jahrhundert | D-5-77-140-29 Wikidata | weitere Bilder |
| Ringstraße 28 (Standort)                                           | Wohnhaus                             | zweigeschossiger traufständiger Bau mit Halbwalmdach, mit rustizierten Ecklisenen, frühes 19. Jahrhundert | D-5-77-140-30          | weitere Bilder |
| Ringstraße 29; Nähe Schafberg (Standort)                           | Ehemaliges Forstamt                  | zweigeschossiges Gebäude mit Halbwalmdach, 2. Hälfte 18. Jahrhundert | D-5-77-140-31 Wikidata | BW             |
| Ringstraße 29; Nähe Schafberg (Standort)                           | Ehemaliges Forstamt                  | Nebengebäude, eingeschossiger Walmdachbau, wohl gleichzeitig | D-5-77-140-31 Wikidata | BW             |
| Ringstraße 45 (Standort)                                           | Gasthaus                             | zweigeschossiger traufständiger Satteldachbau auf hohem Kellergeschoss, 18. Jahrhundert | D-5-77-140-54 Wikidata | weitere Bilder |
| Steingrube 16 (Standort)                                           | Ehemaliger Bierkeller                | mit Fasshaus überbaut, zweigeschossiger Satteldachbau über Kellergeschoss, 18. Jahrhundert | D-5-77-140-33 Wikidata | BW             |
| Stelzergasse 8 (Standort)                                          | Wohnhaus                             | zweigeschossiger giebelständiger Satteldachbau, Obergeschoss und Giebel Fachwerk, 18. Jahrhundert | D-5-77-140-34          | BW             |
| Stelzergasse 8 (Standort)                                          | Scheune                              | Satteldachbau mit fachwerksichtigem Giebel, 1765 | D-5-77-140-34          | BW             |
| Stelzergasse 30 (Standort)                                         | Gasthaus                             | zweigeschossiger giebelständiger Satteldachbau, Obergeschoss und Giebel Fachwerk, wohl 18. Jahrhundert | D-5-77-140-35 Wikidata | BW             |
| Wolf-Heidenheim-Gasse 1 (Standort)                                 | Ehemalige jüdische Schule            | eingeschossiger Satteldachbau mit erhöhtem Sockelgeschoss, Bruchsteinmauerwerk, wohl um 1853, im rückwärtigen Bereich verschüttete Mikwe | D-5-77-140-57          | BW             |

### Degersheim
| Lage                      | Objekt                                    | Beschreibung | Akten-Nr.              | Bild           |
| ------------------------- | ----------------------------------------- | --- | ---------------------- | -------------- |
| Hauptstraße 8 (Standort)  | Evangelisch-lutherische Kirche St. Martin | Markgrafenkirche, Chorturmkirche, Turm im Kern spätmittelalterlich, Langhaus 1767 nach Plänen von Johann David Steingruber, mit rustizierten Ecklisenen, Turm mit polygonalem Obergeschoss und Zeltdach; mit Ausstattung | D-5-77-140-36 Wikidata | weitere Bilder |
| Hauptstraße 10 (Standort) | Ehemaliges Schul- und Gemeindehaus        | zweigeschossiges Gebäude mit Halbwalmdach in Ecklage, nach Plan von Johann David Steingruber, 1767, Umbau 1870 | D-5-77-140-37 Wikidata | BW             |

### Hasenmühle
| Lage                    | Objekt  | Beschreibung | Akten-Nr.              | Bild           |
| ----------------------- | ------- | --- | ---------------------- | -------------- |
| Hasenmühle 1 (Standort) | Mühle   | Mühl- und Bauernhaus einer Dreiseitanlage, zweigeschossiger Satteldachbau mit Ecklisenen und geschossgliedernden Profilen, im Mühlenteil Reste der technischen Ausstattung, um 1800 | D-5-77-140-38 Wikidata | weitere Bilder |
| Hasenmühle 1 (Standort) | Scheune | massiver Satteldachbau, wohl gleichzeitig | D-5-77-140-38 Wikidata | BW             |

### Hechlingen am See
| Lage                              | Objekt                                                    | Beschreibung | Akten-Nr.              | Bild           |
| --------------------------------- | --------------------------------------------------------- | --- | ---------------------- | -------------- |
| Heidenheimer Straße 14 (Standort) | Bauernhaus                                                | zweigeschossiger traufständiger Satteldachbau, mit Fachwerkobergeschoss, 18./19. Jahrhundert | D-5-77-140-39 Wikidata | BW             |
| Heidenheimer Straße 14 (Standort) | Scheune                                                   | massives Gebäude mit Steildach, wohl 2. Hälfte 19. Jahrhundert | D-5-77-140-39 Wikidata | BW             |
| Heidenheimer Straße 22 (Standort) | Bauernhaus                                                | eingeschossiger giebelständiger Satteldachbau mit Putzgliederung, Mitte 19. Jahrhundert | D-5-77-140-40 Wikidata | BW             |
| Kapellenfeld (Standort)           | Ruine der Kapelle Sankt Katharina                         | Teile von Chor und Langhaussüdwand, 1. Hälfte 15. Jahrhundert, Ruine seit 1760 | D-5-77-140-43 Wikidata | weitere Bilder |
| Kirchenstraße 2 (Standort)        | Evangelisch-lutherische Pfarrkirche St. Lucia und Ottilie | Chorturmkirche, Turm 1491, Langhaus und Treppentürme in neugotischen Formen nach Plänen von Wilhelm Langenfaß durch Gustav Renner, Gunzenhausen, 1868–1872, Turm mit Spitzhelm; mit Ausstattung | D-5-77-140-41 Wikidata | weitere Bilder |
| Kirchenstraße 4 (Standort)        | Pfarrhaus                                                 | zweigeschossiger Walmdachbau, mit Rundbogenfenstern, um 1848 | D-5-77-140-42 Wikidata | BW             |
| Schlossberg (Standort)            | Kapellenruine                                             | Kapellenruine, erhaltene Fragmente einer Burg oder eines Klosters, mittelalterlich | D-5-77-140-44 Wikidata | weitere Bilder |

### Hohentrüdingen
| Lage                      | Objekt                                                     | Beschreibung | Akten-Nr.              | Bild           |
| ------------------------- | ---------------------------------------------------------- | --- | ---------------------- | -------------- |
| Am Pfarrbuck 1 (Standort) | Pfarrhaus                                                  | zweigeschossiger Halbwalmdachbau in Ecklage, 1722 | D-5-77-140-49 Wikidata | BW             |
| Oberer Ring 7 (Standort)  | Gast- und Bauernhaus                                       | zweigeschossiger Halbwalmdachbau, wohl noch 18. Jahrhundert, mit angefügten zweigeschossigen Satteldachbauten, um 1900 | D-5-77-140-48 Wikidata | BW             |
| Schloßweg 2 (Standort)    | Ehemalige Burg                                             | seit 1819 Bestandteil der evangelisch-lutherischen Pfarrkirche St. Johannes der Täufer, Bergfried der ehemaligen Höhenburg, massiger Buckelquaderturm mit polygonalem Turmaufsatz, 18. Jahrhundert, seit 1819 Kirchturm; evangelisch-lutherische Pfarrkirche St. Johannes d. Täufer, klassizistischer Saal, 1817–19, 1966 erneuert; mit Ausstattung | D-5-77-140-45 Wikidata | weitere Bilder |
| Schloßweg 2 (Standort)    | Fragmente der Burgmauer                                    | mittelalterlich | D-5-77-140-45 Wikidata | BW             |
| Schloßweg 2 (Standort)    | Evangelisch-lutherische Pfarrkirche St. Johannes d. Täufer | klassizistischer Saal, 1817–19, 1966 erneuert; mit Ausstattung | D-5-77-140-46 Wikidata | weitere Bilder |

## Ehemalige Baudenkmäler
In diesem Abschnitt sind Objekte aufgeführt, die früher einmal in der Denkmalliste eingetragen waren, jetzt aber nicht mehr. Objekte, die in anderem Zusammenhang also z. B. als Teil eines Baudenkmals weiter eingetragen sind, sollen hier nicht aufgeführt werden. Aktennummern in diesem Abschnitt sind ehemalige, jetzt nicht mehr gültige Aktennummern.

| Lage                               | Objekt               | Beschreibung                        | Akten-Nr.              | Bild |
| ---------------------------------- | -------------------- | ----------------------------------- | ---------------------- | ---- |
| Stahlmühle Stahlmühle 1 (Standort) | Mühl- und Bauernhaus | zweigeschossig, 17./18. Jahrhundert | D-5-77-140-51 Wikidata | BW   |